# Chata pustelnika
Chata pustelnika – pustelnia znajdująca się u podnóży skały Sukiennice w lewych zboczach Doliny Prądnika w Ojcowskim Parku Narodowym.
Pustelnia znajduje się tuż przy wylocie znajdującej się w Sukiennicach Jaskini Zamieszkałej Dużej. Wybudowana została w latach 60. przez brata Bogumiła, który sprowadził się tu w 1962 roku. Przy chacie znajduje się drewniany krzyż z umieszczonymi na jego ramionach rzeźbionymi narzędziami (młotek i obcęgi), figura Matki Boskiej oraz tzw. loteria duchowa, która polega na odmówieniu modlitwy w wylosowanej za pomocą drewnianych żetonów intencji.